# Ziemia Kujawska
«Ziemia Kujawska» («Куявская земля») — научный журнал, региональный ежегодник, освещающий историю региона Куявии; также обсуждаются проблемы философии науки. Издается в Иновроцлаве с 1963 года.
Издателем является Польское историческое общество — Филиал в Иновроцлаве (и в прошлом, также Филиал во Влоцлавеке). Первым главным редактором журнала был профессор Мариан Бискуп (в периоде 1963—2008). Главный редактор с 2009 года: Томаш Лашкевич.